# A Hawk and a Hacksaw (musikalbum)
A Hawk and a Hacksaw är Albuquerque-bandet A Hawk and a Hacksaws självbetitlade debutalbum. Albumet kom ursprungligen ut 2002 på Cloud Recordings, och återutgavs 2004 av The Leaf Label.
Vid tiden för debutalbumet var A Hawk and a Hacksaw enbart ett enmansband bestående av förre Neutral Milk Hotel-trummisen Jeremy Barnes, som spelade alla instrument på skivan. Först med nästa skiva, Darkness at Noon (2005), blev bandet ett ”riktigt” band.
A Hawk and a Hacksaw spelades in i Saumur i Loiredalen i Frankrike. Albumet är pianobaserat, med inslag av andra instrument som klockspel, dragspel, trumpet och cymbaler samt fältinspelningar av höns, gäss, katter och ankor, och är förutom några inslag av otydlig, lågt mixad sång helt instrumentalt.
Albumet visar till viss del upp de Balkan-influenser som skulle blomma ut på senare skivor, men sägs också vara ett utforskande av den amerikanska 1900-talsmusiken. Det har också liknats vid ett soundtrack till en P.T. Barnum-show. Albumet beskrivs av Jesse Jarnow på Allmusic som atmosfäriskt, utmanande och ibland dissonant, men sällan otillgängligt eller pretentiöst. Jarnow kallade det för en av de mer spännande skivorna som kommit från Elephant 6-kollektivet.

## Låtlista
1. Maremaillette – 4:40
2. A Hack and a Handsaw – 3:35
3. Romceasca – 7:05
4. A Hard Row to Hoe – 2:24
5. All Along the Tide – 3:49
6. Black Firs – 1:59
7. Cotton Woods – 2:20
8. At Dusk – 0:43
9. Quand le son devient aigu, jeter la girafe à la mer – 2:55
10. To Pine in Time – 3:17
11. A Kernel – 1:36
12. A Hawk and a Hacksaw – 6:58
13. With Our Thoughts We Make the World – 1:27